# کور براسم
کور براسم (انگلیسی: Cor Braasem؛ ۱۵ مه ۱۹۲۳ – ۱۴ فوریه ۲۰۰۹ (aged 85)) ورزشکار واترپلو اهل پادشاهی هلند بود.
وی در مسابقات کشوری و بین‌المللی در مجموع برندهٔ ۱ مدال طلا، ۱ مدال برنز شده‌است.